# Confessiones

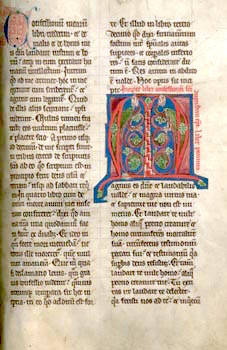
Bladzijde van een handschrift van de Confessiones

De Confessiones (Nederlands: Belijdenissen) van Augustinus van Hippo (354-430) is een autobiografisch boek met dertien hoofdstukken, geschreven tussen 397 en 398 na Christus. Tegenwoordig wordt het boek meestal uitgegeven onder de titel Belijdenissen van St. Augustinus, ter onderscheid van andere werken met vergelijkbare titels, zoals bijvoorbeeld de Bekentenissen van Jean-Jacques Rousseau, die zich voor de titel liet inspireren door Augustinus.
De Confessiones gaan over de zondige jeugd van Augustinus en zijn bekering tot het christendom. De opzet is protreptisch, dat wil zeggen dat de lezer zich met de wederwaardigheden van Augustinus dient te identificeren, een voorbeeld neemt aan Augustinus' ontwikkeling en aldus zelf ook de weg tot het ware geloof kan vinden. De eerste negen hoofdstukken vormen een min of meer aaneengesloten autobiografie; de laatste hoofdstukken lijken daarvan meer los te staan. Het werk wordt algemeen beschouwd als de eerste westerse, christelijke autobiografie en stond model voor christelijke schrijvers gedurende het volgende millennium, waaronder de gehele middeleeuwen. De autobiografie is niet compleet; ze werd geschreven toen Augustinus een veertiger was en daarna leefde hij nog ruim dertig jaar. Wel biedt het boek een ononderbroken overzicht van het tot stand komen van zijn filosofische en theologische inzichten. De Confessiones is het meest omvattende werk over het leven van enig persoon uit de 4e of 5e eeuw. Augustinus schreef later onder andere nog De civitate Dei (de stad Gods). Beide boeken zijn theologische werken van grote betekenis.

## Thema's van de Confessiones
1. Augustinus' jeugd tot vijftienjarige leeftijd;
2. De opkomst van zijn slechte vriendenkring, die hem tot diefstal leidde en tot het toegeven aan wellustige verlangens;
3. Zijn studie te Carthago, zijn bekering tot het Manicheïsme en zijn doorlopende toegeven aan verleiding tussen zijn 16e en 19e;
4. Het verlies van een van zijn vrienden en zijn bestudering van Aristoteles tussen 20 en 29 jaar;
5. Zijn verlaten van het manicheïsme onder invloed van St. Ambrosius te Milaan toen hij 29 was;
6. Zijn overgang naar het katholicisme onder invloed van St. Ambrosius toen hij 30 was;
7. De groei van zijn begrip van God toen hij 31 was;
8. Zijn bekering tot het christendom op 32-jarige leeftijd en zijn leer onder Simplicianus aangaande de bekering van anderen;
9. Zijn doop toen hij 33 was, het definitief opgeven van zijn openbare functie in de retoriek en de dood van zijn moeder Monica en van zijn vrienden Nebridius en Verecundus;
10. Voortgaande overdenkingen over de waarde van bekeringen en de werking van het geheugen;
11. Overpeinzingen over Genesis;
12. Meer overpeinzingen aangaande Genesis; en
13. Een zoektocht naar de betekenis van Genesis en de Drie-eenheid

## Nederlandse vertalingen
In 1928 publiceerde de classicus Alexander Sizoo zijn vertaling van de Confessiones die vele malen is herdrukt. In 1954 verscheen een vertaling van de theoloog P. van Baaren. Een latere vertaling, van de hand van Gerard Wijdeveld, is sinds 1963 in verschillende herdrukken verschenen. De jongste vertaling werd gemaakt door Wim Sleddens O.S.A., Aurelius Augustinus, Belijdenissen (Confessiones), Damon Budel 2009, ISBN 9789463404280 - inleiding, vertaling, aantekeningen en bijbelplaatsenregister.